# 马尔维耶斯
马尔维耶斯（法語：Malviès，法語發音：[malvjɛs] ⓘ）是法国奥德省的一个市镇，属于利穆区。

## 地理
马尔维耶斯（43°7'7"N, 2°11'4"E）面积7.22 平方千米，位于法国奧克西塔尼大區奥德省，该省份为法国南部沿海省份，北起塔恩省，西北接上加龙省，西接阿列日省，南至东比利牛斯省，东临地中海，东北与埃罗省接壤。
与马尔维耶斯接壤的市镇（或旧市镇、城区）包括：布吕盖罗勒、洛拉盖勒、鲁捷、圣马丹-德维勒雷格朗、维拉尔泽勒-迪拉泽斯。

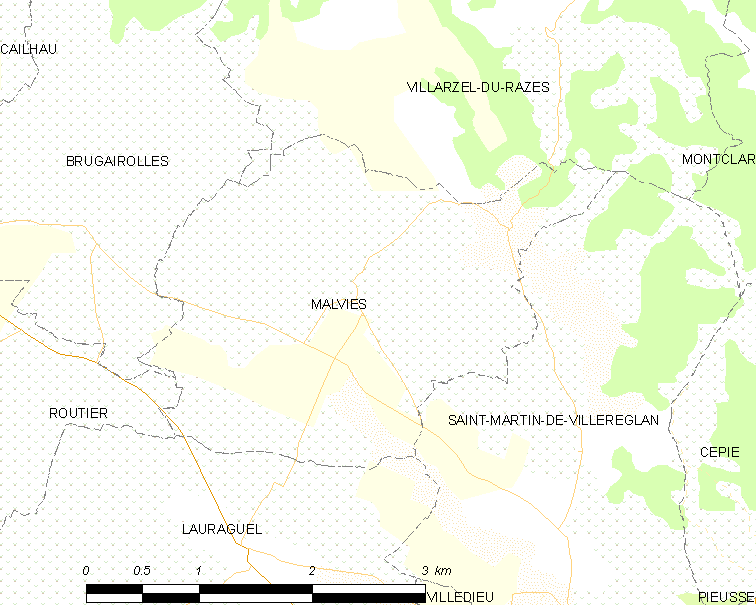
马尔维耶斯的OSM定位图

马尔维耶斯的时区为UTC+01:00、UTC+02:00（夏令时）。

## 行政
马尔维耶斯的邮政编码为11300，INSEE市镇编码为11216。

## 政治
马尔维耶斯所属的省级选区为拉皮耶日欧拉泽斯县。

## 人口

1962-2008年间马尔维耶斯人口变化图示

马尔维耶斯于2022年1月1日时的人口数量为362人。